# Krzyż Zasługi za Odznaczenie się Podczas Wojny
Krzyż Zasługi za Odznaczenie się Podczas Wojny  (niem. Verdienst-Kreuz für Auszeichnung im Kriege) – wojskowe odznaczenie Wielkiego Księstwa Meklemburgii-Strelitz, ustanowione przez Fryderyka Wilhelma i przyznawane, za zasługi wojenne w latach 1871-1923 (pomimo formalnego zaprzestania dalszych nadań w 1918).
Krzyż początkowo był odznaczeniem jednostopniowym, przyznawanym za zasługi podczas wojny francusko-pruskiej 1870-71, mocowanym na wstążce Orderu Korony Wendyjskiej – jasnoniebieskiej z czerwono-złotymi paskami wzdłuż krawędzi. Od 1905 dla osób nie biorących bezpośredniego udziału w walce wstążka była czerwona ze złoto-niebieskimi krawędziami, którą w wersji dla kobiet wiązano w kokardę. Od 1915 nadawany był w dwóch klasach – w I klasie bez wstążki, w II klasie tak jak poprzednia wersja.
Kształt krzyża nawiązywał bezpośrednio do pruskiego złotego Krzyża Zasługi Wojskowej, ale wykonany był ze srebra, na rewersie umieszczono monogram władcy, a na awersie napis „TAPFER UND TREU” (WALECZNY I WIERNY) lub „FÜR TAPFERKEIT” (ZA WALECZNOŚĆ), jeśli odznaczano obcokrajowców. 
Podobne funkcją, podziałem i wstążkami odznaczenie Krzyż Zasługi Wojskowej nadawało bratnie Wielkie Księstwo Meklemburgii-Schwerinu.